# Ghiacciaio Davis
Il ghiacciaio Davis è un ghiacciaio lungo circa 28 km situato nella parte nord-occidentale della Dipendenza di Ross, nell'Antartide orientale. Il ghiacciaio, il cui punto più alto si trova a circa 800 m s.l.m., si trova sulla costa di Scott, nella regione settentrionale delle montagne del Principe Alberto, dove fluisce verso nord-est, a partire dal versante settentrionale del monte George Murray e scorrendo a ovest della penisola Whitmer, per poi entrare nell'insenatura di Geikie, formando due lingue glaciali, a cui contribuisce anche il flusso del ghiacciaio Clarke, che passano una a ovest e una a sud dell'isola Lamplugh, di fatto connettendo così l'isola alla costa.

## Storia
Il ghiacciaio Davis è stato scoperto e mappato dalla squadra settentrionale della spedizione Nimrod, svolta da 1907 al 1909 e comandata da Ernest Shackleton, e così battezzato in onore di John King Davis, primo ufficiale e più tardi capitano del veliero Nimrod, la nave usata nella spedizione.